# كاثرين كامبل
كاثرين كامبل (20 يوليو 1963 بكرايستشرش في نيوزيلندا - ) (بالإنجليزية: Catherine Campbell)‏ هي لاعبة كريكت نيوزلندية. شاركت مع منتخب نيوزيلندا الوطني للكريكت.

## وصلات خارجية
- كاثرين كامبل على موقع إي آس بي آن كريك إنفو (الإنجليزية)